# Јурај Гуча
Др Јурај Гуча (svk. Juraj Guča; Бачки Петровац, 29. јун 1876 — Чикаго, 30. април 1964) је био словачко-амерички лекар, учесник Првог и Другог светског рата и панслависта.

## Образовање
Основну школу завршио је у Бачком Петровцу. Ниже разреде немачко-словачке евангеличке гимназије завршио је у Новом Врбасу, а више у Сарвашу. Медицински факултет завршио је у Будимпешти, где је упознао многе студенте, припаднике словенских националности, и постао одушевљени панслависта.

## Емиграција
Гуча је био разочаран свеприсутном мађаризацијом у угарском делу Аустроугарске, и због тога одлучује да емигрира у Сједињене Америчке Државе, где је 1908. године почео да ради као лекар у Чикагу.

## Први светски рат
Седам година касније у Њујорку је организовао мобилну болницу и, заједно са још четири лекара, три медицинске сестре, три медицинска асистента и једном куварицом, упутио се на Солунски фронт како би помогао српској војсци. Италијански пароброд Бриндизи са југословенским добровољцима из САД и Канаде, којим је Гуча путовао у Албанију, ударио је у мину 7. јануара 1916. у Јадранском мору код Светог Јована Медовског и потонуо. Међу ретким преживелима били су медицинска сестра Марија Ламош и Гуча. У Ђевђелији су радили у импровизованој болници, чији је капацитет био 200, а касније 1000 кревета. Била је то прва „национална” болница, у којој је лечено 80 заробљених Чеха (наставника, професора, инжењера и фармацеута). Гучи је помагала и супруга Селма, која је била веома популарна међу рањеницима, и коју су звали ђевђелијска сестрица. На Солунском фронту се заразила пегавима тифусом, од чега је убрзо и умрла. Гуча, који је такође био инфициран тифусом, касније је успешно зауставио епидемију ове болести, која је била веома раширена у целој Метохији и Србији.

## Повратак у Бачки Петровац и Други светски рат
Године 1938, у 62. години живота, др Гуча је одлучио да се врати у родно место. Очекивао је да ће моћи да ради као лекар у Бачком Петровцу, али му то није било дозвољено из непознатих разлога. Као лекар добровољац приступио је XIV војвођанској (словачкој) ударној бригади, и учествовао је у више битака. Упркос томе, као „Американцу” му је после рата одузета породична кућа. Пошто није имао средстава за живот вратио се у САД, где је умро 30. априла 1964. и сахрањен је у Чикагу.